# Rana tavasensis
Rana tavasensis es una especie de anfibio anuro de la familia Ranidae.

## Distribución geográfica
Esta especie es endémica de Turquía. Se encuentra a 1650 m sobre el nivel del mar en las provincias de Antalya, Burdur, Muğla, Denizli y Aydın.

## Etimología
El nombre de la especie está compuesto de tavas y del sufijo latino -ensis que significa "que vive, que habita", y le fue dado en referencia al lugar de su descubrimiento, la ciudad de Tavas en la provincia de Denizli.

## Publicación original
- Baran & Atatür, 1986 : A taxonomical survey of the mountain frogs of Anatolia. Amphibia-Reptilia, vol. 7, p. 115-133.[4]